# Instituto Nacional de Estatística (São Tomé e Príncipe)
Das Instituto Nacional de Estatística (INE) ist das sãotomesische Statistikinstitut. Unter anderem ist es für die Durchführung der Volkszählung zuständig. Es residiert am Platz Largo das Alfandegas in der Hauptstadt São Tomé.
Das INE entstand nach der Unabhängigkeit des Landes von Portugal 1975. Seine erste Volkszählung führte es 1980–1981 durch. In den Jahren 1991, 2001 und 2012 folgten die weiteren Erhebungen.